# مرثیه برف
مرثیه برف فیلمی به کارگردانی جمیل رستمی و نویسندگی شعله شریعتی ساختهٔ سال ۱۳۸۳ است. این فیلم توانست جایزهٔ سیمرغ بلورین بهترین کارگردانی در بخش «مسابقه سینمای آسیا» در ۲۳مین جشنواره بین‌المللی فیلم فجر را از آن خود کند و به‌عنوان نمایندهٔ سینمای عراق به آکادمی اسکار ۲۰۰۵ معرفی شود.

## بازیگران
| بازیگر          | نقش   |
| --------------- | ----- |
| شادی وریانی     | روژین |
| مسعود یوسفی     | ژیان  |
| محی‌الدین وریانی | پدر   |
| عبدالله احمدی   | آوین  |
| جلیل محمدویسی   | سعید  |